# Chó săn Cretan
Chó săn Cretan, còn được gọi với cái tên khác là Chó Kritikos Lagonikos (tiếng Hy Lạp: Kρητικός Λαγωνικός) là một giống chó săn có nguồn gốc từ đảo Crete, Hy Lạp. Nó được coi là một trong những giống chó phục vụ cho công việc săn bắn lâu đời nhất ở châu Âu, với một lịch sử lâu đời cách đây 4000 năm.
Đây là một giống chó đa năng đến có nguồn gốc trực tiếp từ đảo Crete. Khứu giác tuyệt vời, tốc độ, sự nhanh nhẹn và độ bền làm cho nó trở thành một "thợ săn" đặc biệt. Chó săn Cretan cũng có bản năng bảo vệ cũng như bản năng chăn súc vật.
Chó săn Cretan được các quốc gia như Hy Lạp và Đức công nhận.

## Tính cách
Chó săn Cretan sử dụng cả thị giác và khứu giác trong cuộc săn lùng và chúng có biệt tài đặc biệt để cảm nhận được mùi hương trong không khí hoặc trên mặt đất, thậm chí đến mức hít được mùi từ sỏi và đá. Khi mùi của con mồi được cảm nhận, đuôi chó săn Cretan di chuyển theo kiểu vòng tròn và trở nên cứng nhắc, khoảnh khắc báo hiệu chuyến đi săn bắt bắt đầu. Hiền lành, trìu mến, quý phái, nhưng đầy khả năng sát thủ trong chuyến săn đuổi, đó là một con chó lịch sự sống động trong khi có sự hiện diện của con mồi; sạch sẽ, nhẹ nhàng, thanh lịch trong hình thức và chuyển động, rất thông minh, nó không bao giờ thô bạo hoặc tỏ ra áp đảo trong cử chỉ. Hơi dè dặt với người lạ, chó săn Creatan có bản tính tự nhiên là tò mò và khoan dung. Chó săn Cretan sống hạnh phúc cùng với các loài động vật khác trong nhà nhưng sẽ tàn nhẫn đuổi theo con mèo của người hàng xóm! Tuyệt vời, nhẹ nhàng và rất trìu mến với trẻ em. Nó hiếm khi sủa nhưng sẽ cố đưa ra thông báo về những người lạ đến gần nhà của nó; tại trang trại nó sẽ giết chuột nhắt, chuột và không thờ ơ với trò chơi vờn bắt các động vật có lông vũ, nhưng việc vờn bắt các động vật này sau đó sẽ làm cho giống chó này lười biếng và luộm thuộm trong chuyến đi săn; Thể chất của giống chó này cần sự thách thức của một công việc săn bắt thực sự.